# Dale Whittington
Dale Whittington (ur. 23 września 1959 roku w Orlando, zm. 14 czerwca 2003 w Holt) – amerykański kierowca wyścigowy.

## Kariera
Whittington rozpoczął karierę w międzynarodowych wyścigach samochodowych w 1979 roku od startów w USAC Mini-Indy Series oraz w Amerykańskiej Formule Super Vee. W USAC Mini-Indy Series stanął raz na podium. Z dorobkiem 233 punktów uplasował się tam na czternastej pozycji w klasyfikacji generalnej. W późniejszych latach Amerykanin pojawiał się także w stawce World Sportscar Championship, World Challenge for Endurance Drivers, USAC Gold Crown Championship, 24-godzinnego wyścigu Le Mans, IMSA Camel GT Championship, American Le Mans Series, Indianapolis 500 oraz Grand American Rolex Series.

## Wyniki w 24h Le Mans
| Rok  | Zespół                   | Partnerzy                       | Samochód    | Klasa | Okr. | Poz. | Klasa Poz. |
| ---- | ------------------------ | ------------------------------- | ----------- | ----- | ---- | ---- | ---------- |
| 1980 | Whittington Bros. Racing | Don Whittington Hurley Haywood  | Porsche 935 | IMSA  | 151  | 37   | 11         |
| 1981 | Joest Racing             | Reinhold Joest Klaus Niedzwiedz | Porsche 908 | S+2.0 | 60   | 39   | 10         |